# Vertigo concinnula
Vertigo concinnula är en snäckart som beskrevs av Cockerell 1897. Vertigo concinnula ingår i släktet Vertigo och familjen puppsnäckor. Inga underarter finns listade i Catalogue of Life.